# Woirel
Woirel – miejscowość i gmina we Francji, w regionie Hauts-de-France, w departamencie Somma.
Według danych na rok 2011 gminę zamieszkiwały 44 osoby, a gęstość zaludnienia wynosiła 24 osoby/km² (wśród 2293 gmin Pikardii Woirel plasuje się na 967. miejscu pod względem liczby ludności, natomiast pod względem powierzchni na miejscu 1133.).